# Victaphanta compacta
Victaphanta compacta är en snäckart som först beskrevs av Cox och Hedley 1912.  Victaphanta compacta ingår i släktet Victaphanta och familjen Rhytididae. IUCN kategoriserar arten globalt som starkt hotad. Inga underarter finns listade i Catalogue of Life.